# شکستگی دنده
شکستگی دنده می‌تواند در هریک از ۱۲ جفت دنده‌های انسان اتفاق افتد. شایعترین عامل ایجاد شکستگی، وارد آمدن ضربه مستقیم است.

## علل
شایعترین علت شکستگی دنده، وارد آمدن ضربه مستقیم به دنده است ولی در تصادفات جاده‌ای و نیز در سقوط از ارتفاع، شکستگی‌های متعدد دنده‌ها علامت شایعی است. ۱۰ درصد بیمارانی که دچار ضرب‌دیدگی قفسه سینه هستند، دچار شکستگی دنده می‌شوند. شایعترین منطقه شکستگی‌ها بین دنده‌های ۴ الی ۱۰ اتفاق می‌افتد و شکستگی دنده‌های اول و دوم نادر است و فقط در تصادفات یا سقوط از ارتفاع دیده می‌شود. در کودکان و نوجوانان به دلیل نرم بودن قوام استخوان، شکستگی دنده نادر است ولی در سنین بالا و بخصوص افراد مسن این شکستگی شایع بوده و پوکی استخوان به این امر کمک می‌کند.
از دیگر عوامل کمک‌کننده به شکستگی دنده می‌توان به وجود بیماری‌های ضمیمه‌ای در دنده‌ها مانند پوکی استخوان، تومورها و بیماری‌های روماتیسمی اشاره کرد.

## علائم
درد مهمترین علامت است و با تنفس یا سرفه تشدید می‌گردد. خون‌مردگی و خون‌ریزی زیر جلدی نیز ممکنست در موضع شکستگی دیده شود. در مواردی که چندین دنده شکسته است علائم تنفسی شدید است و بیمار قادر به تنفس کامل نبوده و با تنگی نفس و احساس خفگی همراه است.

## عوارض
شکستگی‌های سادهٔ یک یا دو دنده، معمولاً بدون عارضه هستند، ولی ترومای شدید و شکستگی‌های متعدد می‌توانند با عوارضی مانند صدمهٔ ریه و عروق و اعصاب بین‌دنده‌ای همراه باشند. این نوع شکستگی‌های وسیع ممکن است با صدمهٔ ریه باعث هواجَنْبی (پنوموتوراکس) و اختلالات تنفسیِ حیاتی همراه باشند.

## درمان
شکستگی‌های ساده نیاز به درمان خاصی ندارند و فقط کنترل درد بیمار با مسکن‌های معمولی و درصورت وجود دردهای شدید بی‌حسی موضعی داروهای بیحس‌کننده کافی خواهد بود. تمرین تنفسی و پر کردن ریه‌ها از هوا می‌تواند از عارضه‌هایی مانند پنومونی در افراد مسن جلوگیری نماید. بستن و بانداژ و محدود کردن حرکات قفسه سینه نه تنها لازم نیست بلکه می‌تواند بروز عوارض ریوی و تنفسی را تشدید کند.
شکستگی‌های ساده در مدت ۳ الی ۴ هفته بهبودی نسبی پیدا می‌کنند و بیمار می‌تواند برحسب نوع کار، سر کارش حاضر شود اما در شکستگی‌های وسیع یا افراد مسن این دوران کمی طولانی‌تر است.
.